# وینکو کوزی
وینکو کوزی (کرواتی: Vinko Cuzzi; ۱۱ ژوئیهٔ ۱۹۴۰ – ۸ دسامبر ۲۰۱۱) بازیکن فوتبال اهل یوگسلاوی بود.
از باشگاه‌هایی که در آن بازی کرده‌است می‌توان به باشگاه فوتبال هایدوک اسپلیت و باشگاه فوتبال لوزان-اسپورت اشاره کرد.
وی همچنین در تیم ملی فوتبال یوگسلاوی بازی کرده‌است.